# Christian Thomasius
Christian Thomasius (Leipzig, 1 de janeiro de 1655 — Halle an der Saale, 23 de setembro de 1728) foi um jurista e filósofo alemão.
É considerado o precursor do iluminismo na Alemanha. Thomasius contribuiu significativamente com seu direito penal humanitário orientado pelo iluminismo para a abolição da caça às bruxas e tortura.

## Biografia
Thomasius nasceu em Leipizig e foi educado por seu pai, Jakob Thomasius (1622-1684), que naquela época lecionava na Universidade de Leipizig. Através dos ensinamentos por parte de seu pai, Christian cresceu intelectualmente sob a influência da filosofia política e jurídica de Hugo Grócio e Samuel Pufendorf, continuando seu estudos em Direito, a partir de 1675, na Universidade de Frankfurt (Oder), que hoje é a Universidade Europeia de Viadrina. Completou seu doutorado em 1679, se casando com Anna Christine Heyland e iniciando sua carreira na prática jurídica no ano seguinte. Em 1681, seguiu os passos de seu pai e começou a lecionar no meio universitário, na faculdade de Direito de sua alma mater, se tornando professor de Direito Natural em 1684, quando passou a chamar atenção por suas habilidades intelectuais e argumentativas, presentes, sobretudo, em seus ataques ao que considerava como preconceitos tradicionais na teologia e na teoria do direito. Exemplo disso é sua provocadora dissertação, publicada em 1685, De crimine bigamiae ("O crime da bigamia"), onde argumentava que a bigamia era permitida pelo Direito Natural.
Em 1687, desafiou a prática comum acadêmica de sua época ao dar suas aulas em alemão ao invés de latim, além de dar a lição intitulada "Como alguém deveria imitar o modo de vida francês", se referindo ao costume dos franceses de usarem sua língua nativa, não só no dia a dia, mas também no meio acadêmico. De acordo com o estudioso Klaus Luig, esse evento marca o verdadeiro começo do Iluminismo na Alemanha. No ano seguinte, começou a publicar um periódico mensal (Scherzhafte und ernsthafte, vernüftige [sic] und einfältige Gedanken über allerhand lustige und nutzliche Bücher und Fragen) no qual ridicularizava o que julgava como fraquezas pedantes dos letrados, ficando ao lado dos Pietistas na controvérsia destes com os luteranos ortodoxos e defendendo o casamento entre calvinistas e adeptos de Lutero; também publicou um volume sobre direito natural, no qual enfatizava a razão natural e uma redação, na qual, novamente, defendia o casamento entre luteranos e cristãos reformados.
Por causa destas e de outras posições, foi denunciado em 10 de Maio de 1690 nos púlpitos, sendo proibido de ensinar ou escrever, com sua prisão sendo decretada. Porém, Christian escapou, fugindo para Berlim, e o eleitor Frederico III de Brandemburgo ofereceu a ele um refúgio em Halle, com um salário de 500 thaler e a permissão para que ele pudesse lecionar. Lá, ajudou a fundar a Universidade de Halle (1694), onde se tornou segundo e então primeiro professor de Direito e, em 1710, reitor da universidade. Sendo um dos mais estimados professores da universidade e um influente escritor em seu tempo, foi nomeado membro do conselho privado em 1709.
Apesar de não ter sido um profundo pensador filosófico, Thomasius pavimentou o caminho para grandes reformas na filosofia, assim como no Direito, na Literatura, na Filosofia na Teologia. Adotou como missão introduziu um ponto de vista racional, perpassado pelo senso comum, nas ciências humanas e divinas, trazendo-as para o dia a dia. Portanto, foi um dos responsáveis pela criação de um novo período na sociedade alemã, e, juntamente com Ludwig Spittler, foi parte da vanguarda do período moderno da história eclesiástica protestante na Alemanha. Lutou constantemente pela liberdade de pensamento e expressão na esfera religiosa, no meio público e acadêmico. Neste quesito, tinha muito em comum com seu discípulo Gabriel Wagner, que subsequentemente discordou da tese teológica metafisica de seu mestre. No direito, tentou provar que as normas do direito romano, que contrariavam suas próprias normas jusnaturalistas, nunca foram de fato aceitas e, portanto, eram invalidas; dessarte, também tentou legitimar seus princípios mostrando eles como sendo integrantes de um direito comum, construído sobre fundamentos germânicos. Assim, contribuiu para o desenvolvimento de uma doutrina jurídica privada separada do direito romano.
Thomasius é referido com frequência, em livros germânicos, como o autor do sistema territorial, também conhecido como teoria erastiana de governo eclesiástico; mas ele ensinou que o estado pode interferir em questões relacionadas a deveres públicos ou legais, e não com aqueles morais ou privados. Em seu ideário, ateus, por exemplo, não deveriam ser punidos pelo estado, apesar de defender que eles deveriam ser expulsos do país; também era um ardente oponente a perseguição das bruxas e ao uso de tortura. Na teologia, não era um naturalista ou deísta, mas um defensor da necessidade da religião revelada para a salvação. Foi fortemente influenciado pelos pietistas, particularmente por Spener, e havia um traço de misticismo em seu pensamento, que não se destacava mais pela barreira que os outros elementos da natureza, sob sua concepção, representavam.
Morreu em Halle, em 1728.

## Pensamento jurídico-filosófico

### Separação entre Direito e Moral
A primeira teoria jurídica a sustentar uma separação real entre Direito e Moral veio de Thomasius. O pensador criou sua teoria a partir de uma concepção em que a ação humana possui dois momentos: Um interno, outro externo. O primeiro, seria interior à consciência do homem, e o segundo uma projeção para a sociedade, composta pelo resto da humanidade. Logicamente, a moral corresponderia ao momento interno, ao passo que o Direito seria resultado da exteriorização.  O critério utilizado por Thomasius para diferenciar os dois momentos e, consequentemente, os dois conceitos, foi a coercibilidade. A ação jurídica, por ser necessariamente uma exteriorização da individualidade, se desdobra em um meio social, estando sujeita a autoridade deste e, portanto, precisando da força física para sua concretização material. No entanto, enquanto o Direito pode estar unido à coação, ele não está necessariamente sujeita a ela, que só ocorre mediante falha do cumprimento espontâneo do postulado pela ordem jurídica.Na moralidade, no entanto, a possibilidade do uso da força física (coação in potentia) não se demonstra presente.

## Publicações selecionadas

### Monografias
- Lehrbuch des Naturrechtes (1687)
- Von der Nachahmung der Franzosen (1687)
- Institutiones iurisprudentiae divinae (1688)
- Monatsgespräche (1688–1690)
- Einleitung zu der Vernunfft-Lehre (1691)
- Ausübung der Sittenlehre. (1696)
- Versuch vom Wesen des Geistes (1699)
- Summarischer Entwurf der Grundregeln, die einem studioso juris zu wissen nöthig (1699)
- De crimine magiae (1701)
- F undamenta iuris naturae et gentium (1705)
- Selecta Feudalia (1708)
- Vom Recht des Schlafens und Träumens (1710)

### Preleções
- Christian Thomas eröffnet Der Studirenden Jugend zu Leipzig in einem Discours Welcher Gestalt man denen Frantzosen in gemeinem Leben und Wandel nachahmen solle? ein Collegium über des Gratians Grund-Reguln/ Vernünfftig/ klug und artig zu leben, [Leipzig] [1687]. Digitalisierte Ausgabe der Sächsische Landesbibliothek – Staats- und Universitätsbibliothek Dresden
- Christian Thomas Eröffnet Der Studierenden Jugend Zu Leipzig In einem Discours Von denen Mängeln derer heutigen Academien, absonderlich aber der Jurisprudenz Zwey Collegia Ein Disputatorium über seine Prudentiam ratiocinandi und ein Lectorium nach einer sonderbaren methode über die Institutiones Iustinianeas, Halle 1688. Digitalisierte Ausgabe der Staatsbibliothek zu Berlin
- Christian Thomas Eröffnet Der Studierenden Jugend zu Leipzig/ In einem Discours Von denen Mängeln der Aristotelischen Ethic, und von andern das Ius publicum betreffenden Sachen/ Zwey Collegia Uber die Christliche Sitten-Lehre und über das Ius Publicum, Leipzig 1688. Digitalisierte Ausgabe der Staatsbibliothek zu Berlin
- Christian Thomas Eröffnet Der Studierenden Jugend Einen Vorschlag/ Wie er einen Jungen Menschen/ der sich ernstlich fürgesetzt/ Gott und der Welt dermahleins in vita civili rechtschaffen zu dienen/ und als ein honnet und galant homme zu leben/ binnen dreyen Jahre Frist in der Philosophie und singulis Jurisprudentiae partibus zu informiren gesonnen sey, Halle 1689. Digitalisierte Ausgabe der Staatsbibliothek zu Berlin
- Christian Thomas/ ICtus und Chur-Brandenb. Rath eröffnet Der studierenden Jugend in Halle in einen gemischten Discurs Fünff neue Collegia die er nach der Leipziger Oster-Meße daselbst anzufangen gesonnen, Halle [1691]. Digitalisierte Ausgabe der Staatsbibliothek zu Berlin